# Magdolna Rúzsa
Magdolna Rúzsa, även känd som Magdi Rúzsa (serbiska: Магдолна Ружа, Magdolna Ruža), född 28 november 1985 i Titov Vrbas i Serbien (dåvarande Jugoslavien), är en ungersk sångerska. Hon vann den ungerska motsvarigheten till Idol, Megasztár, år 2006, och 2007 representerade hon Ungern i Eurovision Song Contest 2007 med låten "Unsubstantial Blues", som hon själv skrivit. 
Den 10 maj 2007 kvalificerade sig Unsubstantial Blues med Magdi Rúzsa till finalen av Eurovision Song Contest, och i finalen den 12 maj placerade hon sig på nionde plats med 128 poäng, ett av Ungerns bättre resultat i tävlingen.

## Diskografi
- A döntőkben elhangzott dalok (juni 2006)
  - Most élsz (singel)
- Ördögi angyal (november 2006)
  - Aprócska blues (singel)
  - Hip-Hop (singel)
  - Vigyázz a madárra (singel)
- Kapcsolat koncert (november 2007)
  - Vigyázz a madárra (singel)
- Iránytű (november 2008)
  - Rövid utazás (singel)
- Magdaléna Rúzsa (november 2011)
  - Gábriel (singel)
- Tizenegy (november 2012)
  - Tárd ki a szíved (singel)
  - Ná-ná-ná (singel)